# 175°DENO担担麺

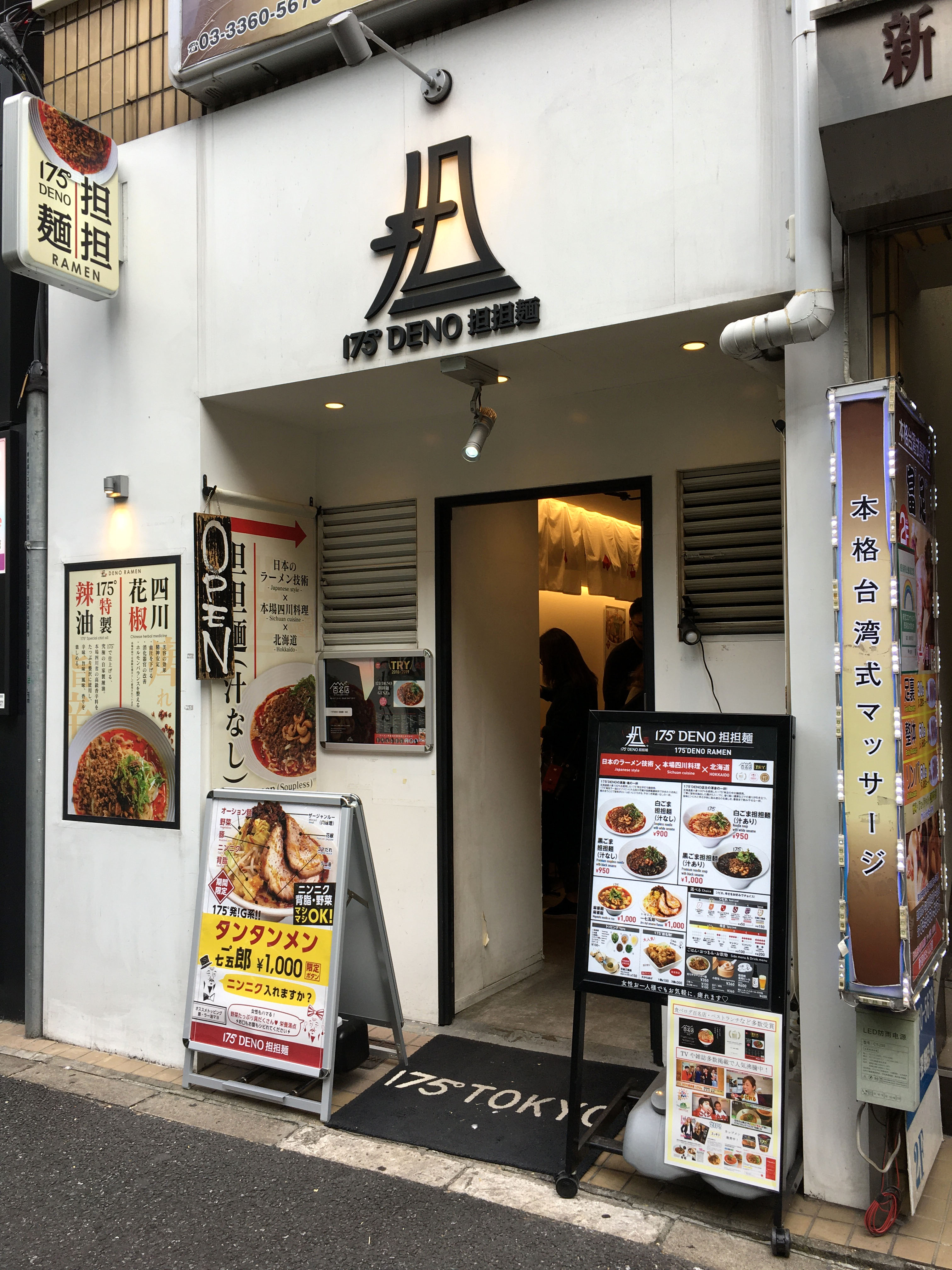
175°DENO担担麺 TOKYO（西新宿）

175°DENO担担麺（175どでのたんたんめん）は株式会社175が展開する担々麺の専門店。2025年4月現在、北海道札幌市を中心に東京都、福島県に全9店舗を出店する。

## 概要

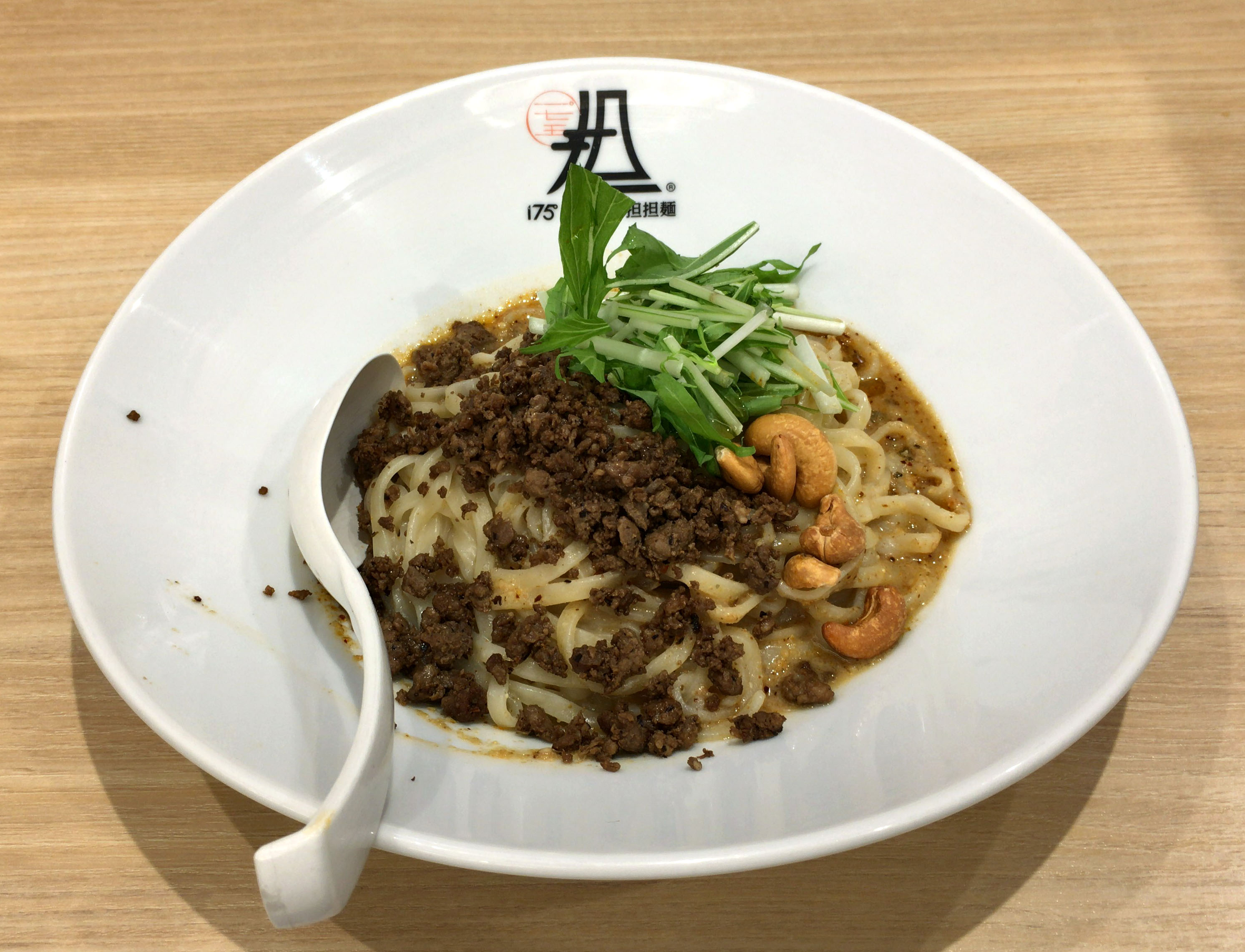
汁無し担々麺

ラー油は手作りで、店名の175°はラー油を作る際に175度まで熱することに由来する。このラー油を含め、辛さを好みで調整できることが支持され、平日は行列ができることもある。店内は器に有田焼を用い、箸は竹細工のようにしたものを用いることで、独自の内観となっている。

## 歴史
社長のDENOミツヒロは北海道自動車短期大学を中退し上京、東京のラーメン店など15店以上で修業した後、2013年4月に最初の店を札幌に開店した。2018年には銀座に開店、東京に進出した。
2018年6月、株式会社イー・カムトゥルーが開発した「笑顔認証システム」を2019年中に全7店舗で導入する予定であると報じられた。結果未導入で終了。

## タイアップ
- 2017年に伊藤ハムグループの菊水が175°DENO担担麺の監修で「まぜめん職人 汁なし担担麺 2人前」を発売した[7][8]。
- 2023年2月1日、Vtuberとのタイアップ企画「175°DENO担担麺 中華セット VTuber コラボ」を開催。総勢13名のバーチャルYouTuberが参加し、自らの配信枠で175°DENOの担担麺の食レポ配信を実施するとともに、2/1(水)〜2/15(水)まで2週間の期間限定で、参加Vtuber特典グッズ付きの中華セット（担担麺、焼き餃子、小籠包）を通販購入可能となる[9]。
  - 参加Vtuber
    - 黒須ソフィア[10]
    - 忠犬しず[11]
    - 猫谷ここ[12][13]
    - せりざわ[14]
    - 五十海夕鶴[15]
    - 桃里あめ[16]
    - シマナガエナ[17]
    - アイリス・ルセン[18]
    - あるち[19]
    - 安桜このは[20]
    - 東雲めぐ
    - ころねぽち
    - かしこまり